# Fosfogartrel·lita
La fosfogartrel·lita és un mineral de la classe dels fosfats que pertany al grup de la tsumcorita.

## Característiques
La fosfogartrel·lita és un fosfat de fórmula química PbCuFe³⁺(PO₄)₂(OH)(H₂O). Va ser aprovada com a espècie vàlida per l'Associació Mineralògica Internacional l'any 1996. Cristal·litza en el sistema triclínic. La seva duresa a l'escala de Mohs és 4,5.
Segons la classificació de Nickel-Strunz, la fosfogartrel·lita pertany a «08.CG - Fosfats sense anions addicionals, amb H₂O, amb cations de mida mitjana i gran, RO₄:H₂O = 1:1» juntament amb els següents minerals: cassidyita, col·linsita, fairfieldita, gaitita, messelita, parabrandtita, talmessita, hillita, brandtita, roselita, wendwilsonita, zincroselita, rruffita, ferrilotharmeyerita, lotharmeyerita, mawbyita, mounanaïta, thometzekita, tsumcorita, cobaltlotharmeyerita, cabalzarita, krettnichita, cobalttsumcorita, niquellotharmeyerita, manganlotharmeyerita, schneebergita, niquelschneebergita, gartrellita, helmutwinklerita, zincgartrel·lita, rappoldita, lukrahnita, pottsita i niqueltalmessita.

## Formació i jaciments
Va ser descoberta a Alemanya, concretament al punt 15.1 de Hohenstein, a la localitat de Lautertal, al districte de Bergstraße (Hessen). També ha estat descrita en alguns altres llocs propers, tots ells dins el mateix districte de Bergstraße, sent aquest l'únic indret de tot el planeta on ha estat descrita aquesta espècie mineral.